# Frank Balasz
Frank Steve Balasz (Chicago, 23 gennaio 1918 – 6 agosto 1962) è stato un giocatore di football americano statunitense che ha giocato nei ruoli di fullback, linebacker e defensive back nella National Football League (NFL). Al college giocò a football all'Università dell'Iowa.

## Carriera professionistica
Balasz fu scelto nel corso del 18º giro (169º assoluto) del Draft NFL 1939 dai Green Bay Packers. Nella sua stagione da rookie fu subito convocato per il Pro Bowl e vinse il campionato NFL battendo in finale i New York Giants. Disputò altre due stagioni coi Packers fino al 1941. Disputò un'ultima annata da professionista nel 1945 tra le file dei Chicago Cardinals.

## Palmarès

### Franchigia
1
Green Bay Packers: 1939

### Individuale
- Convocazioni al Pro Bowl: 1

1939

## Statistiche
| Yard su corsa      | 228 |
| Touchdown su corsa | 1   |